# Communauté de communes du Beaunois
La communauté de communes du Beaunois est une ancienne communauté de communes du département du Loiret et de la région Centre-Val de Loire en France. Le 1er janvier 2017 elle a fusionné avec la communauté de communes des Terres puiseautines et la commune nouvelle Le Malesherbois pour former la communauté de communes du Pithiverais-Gâtinais.

## Composition
Elle est composée des dix-huit communes suivantes (composition identique à celle du canton de Beaune-la-Rolande) :
| Nom                       | Code Insee | Gentilé          | Superficie (km2) | Population (dernière pop. légale) | Densité (hab./km2) |
| ------------------------- | ---------- | ---------------- | ---------------- | --------------------------------- | ------------------ |
| Beaune-la-Rolande (siège) | 45030      | Beaunois         | 20,55            | 1 995 (2015)                      | 97                 |
| Auxy                      | 45018      | Alciens          | 20,28            | 958 (2014)                        | 47                 |
| Barville-en-Gâtinais      | 45021      | Barvillois       | 10,29            | 327 (2014)                        | 32                 |
| Batilly-en-Gâtinais       | 45022      | Batillois        | 10,32            | 434 (2014)                        | 42                 |
| Boiscommun                | 45035      | Boiscommunois    | 16,06            | 1 137 (2015)                      | 71                 |
| Bordeaux-en-Gâtinais      | 45041      | Roucois          | 9,46             | 115 (2014)                        | 12                 |
| Chambon-la-Forêt          | 45069      | Chambonnais      | 17,16            | 937 (2014)                        | 55                 |
| Courcelles-le-Roi         | 45110      | Courcellois      | 6,30             | 289 (2014)                        | 46                 |
| Égry                      | 45132      | Égryons          | 7,39             | 369 (2014)                        | 50                 |
| Gaubertin                 | 45151      | Gaubertinois     | 7,29             | 275 (2014)                        | 38                 |
| Juranville                | 45176      | Juranvillois     | 15,23            | 457 (2014)                        | 30                 |
| Lorcy                     | 45186      | Lorcéens         | 16,75            | 558 (2014)                        | 33                 |
| Montbarrois               | 45209      | Montbarroissiens | 6,01             | 296 (2014)                        | 49                 |
| Montliard                 | 45215      | Montliardais     | 8,99             | 213 (2014)                        | 24                 |
| Nancray-sur-Rimarde       | 45220      | Nancréens        | 11,58            | 584 (2014)                        | 50                 |
| Nibelle                   | 45228      | Nibellois        | 27,18            | 1 155 (2015)                      | 42                 |
| Saint-Loup-des-Vignes     | 45288      | Lupériens        | 8,86             | 409 (2014)                        | 46                 |
| Saint-Michel              | 45294      | Michellois       | 5,14             | 126 (2014)                        | 25                 |

## Compétences
- Aménagement de l'espace communautaire ;
- Développement économique ;
- Création, aménagement et entretien de la voirie ;
- Politique du logement et du cadre de vie ;
- Protection et mise en valeur de l'environnement ;
- Construction, entretien et fonctionnement d'équipements culturels et sportifs et d'équipements d'enseignement préélémentaires et élémentaires ;
- Action sociale ;
- Actions de prévention de la délinquance, notamment par la création d'un conseil intercommunal de sécurité et de prévention de la délinquance.

## Historique
- 16 mars 1999 : transfert du siège social ;
- 20 décembre 1995 : création de la communauté de communes se substituant au SIVOM ;
- Décembre 1972 : création du SIVOM.

## Identification
Identification SIREN : 244500401 

### Sources
- Sur la population et les limites administratives de la France
- Base aspic (Accès des Services Publics aux Informations sur les Collectivités)